# Fred Armisen
Fereydun Robert "Fred" Armisen (Hattiesburg, 4 december 1966) is een Amerikaans komiek, muzikant en acteur. Armisen is bekend van Saturday Night Live, waar hij tussen 2002 en 2013 in sketches speelde, en van komedies zoals EuroTrip, Anchorman en Cop Out. Armisen maakte met Carrie Brownstein de komische serie Portlandia. Ze vormen samen het duo ThunderArt.
Armisen speelde in de jaren 80 en 90 als drummer bij punkrockband Trenchmouth en Blue Man Group. Armisen heeft daarnaast bijdragen geleverd aan albums van verschillende andere artiesten.
Armisen sprak onder andere stemmen in voor de films The Smurfs (2011), The Smurfs: A Christmas Carol (2011), The Smurfs 2 (2013) en The Smurfs: The Legend of Smurfy Hollow (2013), in allemaal als Brilsmurf, The Mitchells vs. the Machines (2021) als Deborahbot 5000 en The Super Mario Bros. Movie (2023) als Cranky Kong.
Sinds 2022 vertolkt Armisen de rol van Uncle Fester in de Netflix-televisieserie Wednesday.

## Persoonlijk
Armisen was van 1998 tot 2004 getrouwd met de Engelse singer-songwriter Sally Timms. In januari 2009 verloofde hij zich met actrice Elisabeth Moss en ze trouwden op 25 oktober van dat jaar. Armisen en Moss gingen in juni 2010 uit elkaar en hun scheiding werd op 13 mei 2011 voltrokken.
Armisen is een atheïst.